# Euríloco

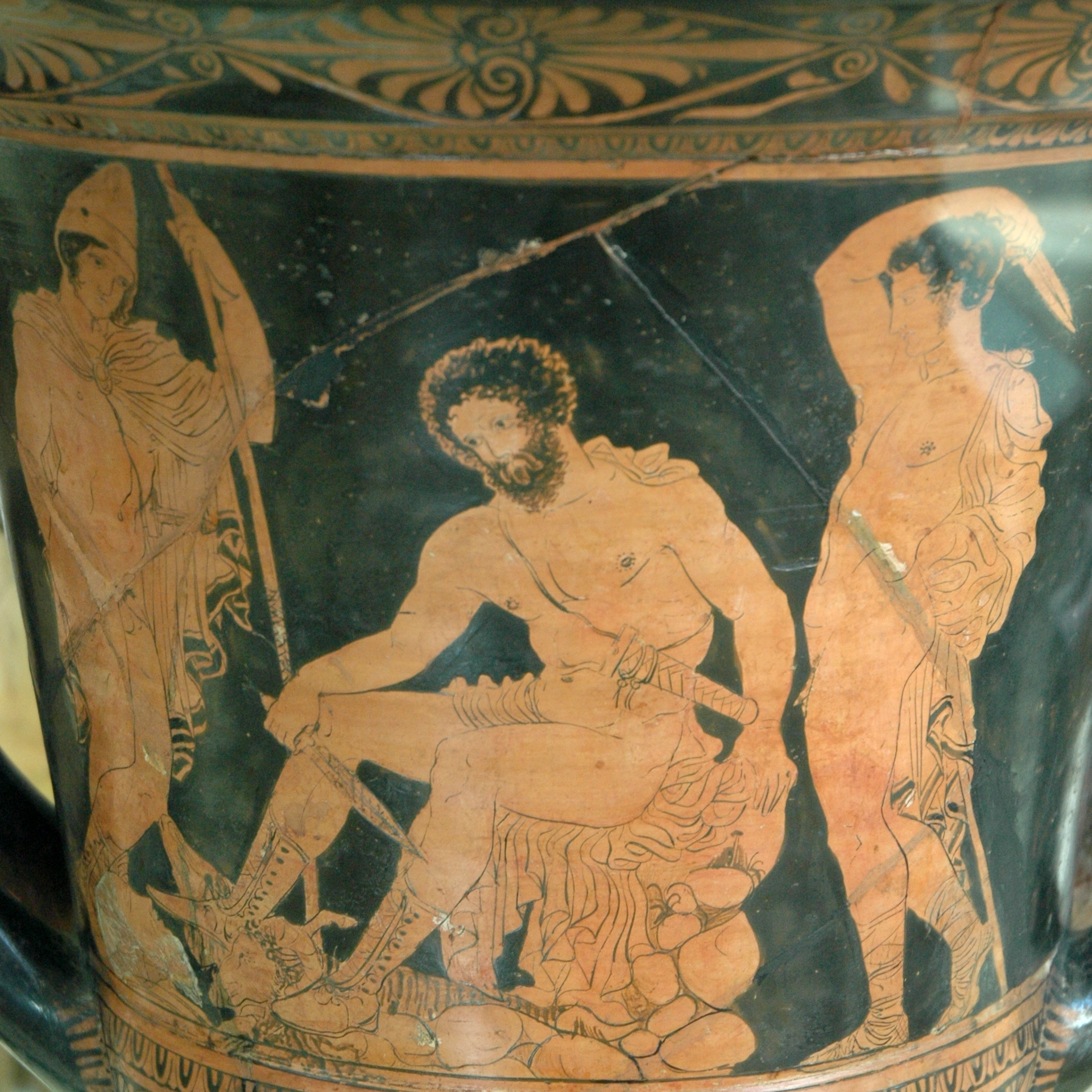
Cerámica griega en la que se puede ver a Euríloco a la izquierda de la imagen

En la mitología griega, Euríloco (griego antiguo: Εὐρύλοχος) es uno de los compañeros de Odiseo; también es cuñado del rey de Ítaca por estar casado con su hermana menor: Ctímene. En la Odisea es un lugarteniente de Ulises durante el viaje de regreso a Ítaca tras la guerra de Troya. 
Euríloco es retratado constantemente como un personaje sin valor, presto a la sedición e inconstante. 
Tras atravesar el estrecho entre los monstruos Escila y Caribdis, es Euríloco el que reprocha a Ulises que intentara impedirles el descanso en la isla de Helios, a pesar de conocer el vaticinio que les recomendaba evitarla para impedir el desastre. Posteriormente también es él quien aconseja sacrificar las reses del Sol, con funesto resultado.